# Arrampicata sportiva ai Giochi mondiali 2025
Le competizioni di Arrampicata sportiva ai Giochi mondiali 2025 si sono svolte dal 14 al 16 agosto 2025 al Tianfu Park di Chengdu, in Cina.

## Podi

### Uomini
| Specialità           | Oro                            | Argento                                | Bronzo                                |
| Single (dettagli)    | Chu Shouhong                   | Sam Watson                             | Long Jian Guo                         |
| Single 4 (dettagli)  | Long Jianguo                   | Kiromal Katibin                        | Rishat Khaibullin                     |
| Staffetta (dettagli) | Cina Chu Shouhong Long Jianguo | Stati Uniti Michael Hom Logan Schlecht | Stati Uniti Zachary Hammer Sam Watson |

### Donne
| Specialità           | Oro                         | Argento                      | Bronzo                                    |
| Single (dettagli)    | Deng Lijuan                 | Qin Yumei                    | Zhou Yafei                                |
| Single 4 (dettagli)  | Desak Made Rita Kusuma Dewi | Qin Yumei                    | Rajiah Sallsabillah                       |
| Staffetta (dettagli) | Cina Deng Lijuan Zhou Yafei | Cina Qin Yumei Zhang Shaoqin | Corea del Sud Jeong Ji-min Sung Han-areum |

## Medagliere
| Posiz. | Nazione       | Oro | Argento | Bronzo | Totale |
| ------ | ------------- | --- | ------- | ------ | ------ |
| 1      | Cina          | 5   | 3       | 2      | 10     |
| 2      | Indonesia     | 1   | 1       | 1      | 3      |
| 3      | Stati Uniti   | 0   | 2       | 1      | 3      |
| 4      | Kazakistan    | 0   | 0       | 1      | 1      |
| 4      | Corea del Sud | 0   | 0       | 1      | 1      |
| Totale | Totale        | 6   | 6       | 6      | 18     |